# Positivisme juridique
Le positivisme juridique est un courant en théorie du droit qui décrit le droit tel qu'il existe dans la société, plus que tel qu'il devrait être. Il s'oppose au jusnaturalisme.
Le positivisme juridique consiste à rejeter l'importance d’un droit idéal (appelé droit naturel) et à affirmer que seul le droit positif (lois, jurisprudence, etc.) a une valeur juridique. Ainsi, la loi ou la jurisprudence serait donc la seule norme à respecter (positivisme légaliste).
Par exemple, un positiviste juridique dira qu'il ne faut pas tuer car cela va contre la loi décidée par les hommes, alors qu'un jusnaturaliste pensera qu'il ne faut pas tuer car cela est contre le droit (pour un jusnaturaliste, le droit précède la loi censée le faire respecter).

## Théorie du positivisme juridique
Extrêmement débattu, ce terme a donc fait l'objet de nombreuses définitions discordantes. Ainsi Hart en distingue cinq et Bobbio trois. Les liens entre le positivisme juridique et le positivisme philosophique, qu'il soit rationnel (Comte) ou logique (Carnap, Ayer, le premier Wittgenstein) sont controversés, même s'il est, dans certains cas, assumé, pour le positivisme logique (Alf Ross, Éric Millard).
Le positivisme comprend de nombreuses tendances, telles que le positivisme impérativiste (Hobbes, Austin...), l'école de l'exégèse (Demolombe), la jurisprudence des concepts (von Ihering), les théories pures du droit (Kelsen, Weyr), le positivisme analytique (Hart, Bobbio), le positivisme volontariste (Anzilotti) ou encore le néo-institutionalisme (McCormick et Weinberger).
Les juristes allemands du début du XXe siècle ont séparé le positivisme avec un premier niveau, celui de la « jurisprudence des concepts » (Begriffjurisprudenz). En cas d'insuffisance des concepts, il est fait appel aux intérêts collectifs (« jurisprudence des intérets », Interessenjurisprudenz) et enfin à l'ordre social ou jurisprudence des principes (Wertjurisprudenz).
En droit du commerce international, le positivisme légaliste refuse l'existence d'une lex mercatoria, car elle n'appartient pas à un ordre juridique étatique et ne peut ainsi revêtir un caractère obligatoire : les règles internationales ne peuvent qu'être interétatiques, et non transétatiques.
D'autres courants, plus inspirés par la sociologie, sont parfois rattachés au positivisme, même si ce rapprochement est très contesté. C'est le cas de l'objectivisme sociologique (Duguit, Scelles), du réalisme sociologique américain (Pound, Holmes) ou du réalisme scandinave (Alf Ross, Olivecrona).
On trouve, enfin, beaucoup d'auteurs français, comme Raymond Carré de Malberg ou Georges Vedel, qui sont positivistes sans se rattacher clairement à une de ces écoles.

## Problématique
Le droit positif comme objet de la connaissance juridique, n'implique pas qu'il doive être ou non respecté, ceci relevant d'une position morale et non cognitive (positivisme méthodologique).
Le droit est envisagé comme un être, et non comme un devoir être. Les positivistes sont guidés par le principe du non cognitivisme dans le domaine éthique : ils se bornent à étudier la règle de droit en tant que prescription (au sens d'habilitation/interdiction/autorisation/obligation), sans que le moindre jugement de valeur y soit porté: il ne s'agit pas de dire si la règle est « juste » ou « injuste », « bonne » ou « mauvaise ».

## Auteurs du positivisme juridique
- Dionisio Anzilotti
- John Austin
- Norberto Bobbio
- Axel Hägerström
- Hans Kelsen
- Jeremy Bentham
- Herbert Hart
- Joseph Raz
- Alf Ross